# Fulton J. Sheen
Fulton J. Sheen (geboren als Peter John Sheen, El Paso, 8 mei 1895 - New York, 9 december 1979) was een Amerikaans bisschop en later aartsbisschop van de Rooms-Katholieke Kerk. Met zijn charismatische wijze van preken op radio en televisie vergaarde Sheen grote bekendheid in de VS. In 2002 begon Sheens proces voor canonisatie en in 2012 ontving hij van paus Benedictus XVI de status van eerbiedwaardigheid. Zijn verdere weg naar een zalig- en heiligverklaring wordt sindsdien onderzocht.

## Levensloop

### Jeugd, opleiding en vroege loopbaan
Sheen werd in 1895 geboren in El Paso, Illinois. Hij was de oudste van vier zonen van Newton en Delia Sheen. Zij waren van Ierse afkomst en lieten Sheen dopen als 'Peter John Sheen'. Nadat het gezin verhuisde naar Peoria (Illinois), werd Sheen aldaar misdienaar bij de St Mary's-kathedraal. Geroepen tot het priesterambt, werd Sheen seminarist in Minnesota. In 1919 werd hij tot priester gewijd.
Sheen onderging een academische en theologische verdieping aan de Katholieke Universiteit van Amerika. Deze verdieping zette hij voort in Europa. Zo  behaalde hij in 1923 zijn doctoraat in de filosofie aan de KU Leuven. Tijdens zijn studie in Leuven won Sheen de Cardinal Mercier Award voor beste filosofische verhandeling. In 1924 zette Sheen zijn studie voort aan het Anglicum in Rome, alwaar hij zijn licentiaat in de Sacra Theologia behaalde.  Na het afronden van meerdere studies, werkte Sheen een jaar in Engeland. In zijn pastorale functie deed hij dit bij de St. Patrick's-kerk in Londen en in zijn academische functie aan het St Edmund's College te Ware. Op verzoek van bisschop Edmond Dunne, keerde Sheen in 1926 terug naar de VS.

### Media en verdere kerkelijke loopbaan
Terug in de VS diende Sheen als pastoor en legde hij zich tevens toe op het schrijven over en doceren van filosofie en theologie. In de jaren 30 begon hij een wekelijks radioprogramma op NBC, The Catholic Hour geheten. Op het hoogtepunt luisterden wekelijks vier miljoen mensen naar de uitzending. Vanaf de jaren 40 was Sheen te horen als commentator bij televisie-uitzendingen van religieuze diensten. In 1952 begon hij zijn eigen televisieprogramma: Life is Worth Living. Het wekelijkse programma bezorgde hem grote bekendheid. Op het hoogtepunt keken wekelijks ongeveer 30 miljoen mensen. Sheen groeide uit tot een mediapersoonlijkheid. Zo werd hij geprofileerd door Life en Time Magazine. Sheen werd meerdere malen genomineerd voor een Emmy Award en viel ook in de prijzen. Het programma kwam tot een einde in 1957. Van 1961 tot 1968 presenteerde Sheen The Fulton Sheen Program, dat een soortgelijke opzet had als zijn vorige televisieprogramma.
Zijn werk voor radio en televisie verbrak zijn kerkelijke loopbaan niet. Zo werd hij in 1951 tot bisschop gewijd en diende van 1951 tot 1966 als hulpbisschop in het aartsbisdom New York. In zijn ambt als priester en bisschop zocht Sheen - in het licht van de oecumene - toenadering en samenwerking met niet-katholieke christenen. In 1966 volgde een benoeming tot bisschop van Rochester, New York. Hier zou Sheen tot 1969 - het jaar waarin hij met emeritaat ging - zijn bisschoppelijke taken uitvoeren. In datzelfde jaar werd hij benoemd tot titulair aartsbisschop van Newport, Wales. Sheen legde zich hierna toe op het schrijven van boeken, artikelen en columns.

### Overlijden en nalatenschap
Vanaf midden jaren 70 ging Sheens gezondheid achteruit. In 1977 onderging hij meerdere operaties, waardoor zijn conditie verzwakte. Vlak voor zijn sterven werd Sheen bezocht door paus Johannes Paulus II. De paus liet hem weten: 'U heeft waardig geschreven en gesproken over de Heer Jezus Christus. U bent een loyale zoon van de Kerk.' Kort na een openhartoperatie, overleed de toen 84-jarige Sheen op 9 december, 1979. Hij werd begraven in de grafkelder van de Saint Patrick's-kathedraal in New York.
De officiële opslagplaats van Sheens papieren, opgenomen televisieprogramma's en andere materialen is in de St. Bernard's School of Theology and Ministry te Rochester. Het bisdom Peoria stichtte het officiële Fulton J. Sheen Museum, gelegen in Peoria, Illinois. Het museum stelt persoonlijke voorwerpen van Sheen ten toon. Ook in El Paso, Illinois - Sheens geboorteplaats - staat een museum in zijn herinnering. Verder zijn verschillende organisaties en gebouwen naar hem vernoemd. Ramón Gerard Antonio Estévez koos de achternaam van zijn artiestennaam - Martin Sheen - vanwege zijn bewondering voor de bisschop.

## Onderzoek voor canonisatie
In 1998 werd The Archbishop Fulton J. Sheen Foundation opgericht. De stichting stelde een onderzoek voor naar de mogelijkheid tot canonisatie voor Sheen. Het voorstel werd voorgelegd aan de Kerk en werd vervolgens toegewezen aan het bisdom Peoria. Aldaar werd in 2002 het onderzoek officieel geopend door bisschop Daniel R. Jenky. Sheen ontving hierna de titel dienaar Gods. Het bisdom Peoria rondde zijn onderzoek af in 2009, dat vervolgens werd opgestuurd naar de Congregatie voor de Heilig- en Zaligsprekingsprocessen. In 2012 ontving Sheen van paus Benedictus XVI de status van eerbiedwaardigheid, een belangrijke stap richting een zaligverklaring. In 2014 bevestigde de medische raad die de Congregatie voor de Heilig- en Zaligsprekingsprocessen adviseert een gerapporteerd wonder uit 2010. Het betrof een doodgeboren baby die - ondanks de inspanningen van medische deskundigen - niet meer tot leven kon worden gebracht. De ouders en familie van het kind baden op voorspraak van Sheen en na 61 minuten kwam het kind tot leven en herstelde volledig. Het wonder werd na uitgebreid onderzoek officieel door het Vaticaan erkend.
Het canonisatieproces liep enige vertraging op wegens een geschil over Sheens laatste rustplaats. In 2019 werd zijn lichaam verplaatst van de St Patrick's-kathedraal te New York naar de St Mary's-kathedraal te Peoria. Het onderzoek werd in hetzelfde jaar weer opgevat. Paus Franciscus bevestigde in juli 2019 het wonder van de tot leven gebrachte jongen. Daarmee was de weg naar een zaligverklaring vrij gebaand. Echter, een tweede vertraging ontstond nadat enkele Amerikaanse bisschoppen twijfels hadden over Sheens handelen als bisschop bij een geval van seksueel misbruik door een priester in zijn bisdom. Als reactie liet het bisdom Peoria weten dat Sheens optreden hierbij reeds uitvoerig was onderzocht; zij stelden vast dat hij juist had gehandeld.

## Selectie boeken van Sheens oeuvre
- God and Intelligence in Modern Philosophy (1925, Longmans, Green, and Co.)
- The Seven Last Words (1933,  The Century Co.)
- Philosophy of Science (1934, Bruce Publishing Co.)
- The Eternal Galilean (1934, Appleton-Century-Crofts)
- Calvary and the Mass (1936, P. J. Kenedy & Sons)
- The Cross and the Beatitudes (1937, P. J. Kenedy & Sons)
- Seven Words of Jesus and Mary (1945, P. J. Kenedy & Sons)
- Communism and the Conscience of the West (1948, Bobbs-Merrill)
- Peace of Soul (1949, McGraw–Hill)
- Three to Get Married (1951, Appleton-Century-Crofts)
- The World's First Love (1952, McGraw-Hill)
- Life Is Worth Living Series 1–5 (1953–1957, McGraw–Hill)
- Way to Happiness (1953, Maco Magazine)
- Way to Inner Peace (1955, Garden City Books)
- Life of Christ (1958, McGraw–Hill)
- Missions and the World Crisis (1963, Bruce Publishing Co.)
- The Power of Love (1965, Simon & Schuster)
- Footprints in a Darkened Forest (1967, Meredith Press)
- Lenten and Easter Inspirations (1967, Maco Ecumenical Books)
- Treasure in Clay: The Autobiography of Fulton J. Sheen (1980, Doubleday & Co.)
- Finding True Happiness (2014, Dynamic Catholic)
- Your Life is Worth Living: 50 Lessons to Deepen Your Faith, voorwoord door bisschop Robert Barron (2019, Image Catholic Books)